# 코마나의 바실리스쿠스
코마나의 성 바실리스코스(그리스어: Βασίλισκος Κόμανας; ? -  310경)는 성 테오도로스 대순교자의 조카로, 기독교인 순교자이다. 축일은 5월 22일이다.

## 생애
바실리스코스의 이야기는 순회 순교의 한 예이다. 그는 폰토스의 아마시아에서 체포되었지만, 재판을 위해 아마시아로 돌아가기 전에 그의 가족을 만나러 추미알라 마을로 가는 것이 허용되었다. 그는 코마나 외곽에서 순교하기 전에 다코자라 마을로 끌려갔다. 그는 여행 중에 순교자 에우트로피오스와 클레오니스와 관련되며, 군중에게 따라다니며 다양한 기적을 행했다.
다른 판은 코마나의 주교 바실리스코스가 312년경 니코메디아에서 폭군 막시미누스 다자(r. 310–313)에 의해 참수당했다고 전한다. 또 요한네스 크리소스토모스의 전기에 따르면, 코마나의 주교 바실리스스가 막시미아누스(r. 310–313) 치세에 순교했다고 전한다. 바실리스코스는 요한네스 크리소스토모스가 죽기 전에 꿈에 나타나 그의 죽음을 예고했다고 한다.